# Junji Suzuki
Pour les articles homonymes, voir Suzuki (homonymie).
Junji Suzuki (鈴木 淳司, Suzuki Junji), né le 7 avril 1958 à Seto, est un homme politique japonais. Membre de la Chambre des représentants, il appartient au Parti libéral démocrate.
Il a été élu cinq fois à la députation. Il a occupé plusieurs rôles importants, dont celui de ministre adjoint de l'Économie, du Commerce et de l'Industrie sous le gouvernement Abe IV. Il a également été ministre adjoint chargé des affaires parlementaires, sous le gouvernement Asō. Il a également présidé la Commission des affaires juridiques de la Chambre des représentants. Il a aussi été secrétaire général adjoint du Parti libéral démocrate, et membre du conseil municipal de Seto pour deux mandats.

## Biographie

### Jeunesse et études
Il naît en 1958 à Seto, dans la préfecture d'Aichi,,. Ses parents dirigeaient une forge. Après sa scolarité dans des établissements de sa ville natale, il est admis à l'université Waseda. Il loge à Wakeijuku.
Il est diplômé de sa faculté de droit en 1982. Il est admis la même année à l'Institut Matsushita de politique et de management,.

### Parcours politique
Sa carrière politique débute en 1991, lorsqu'il se présente à l'élection du conseil municipal de Seto. Il est élu pour la première fois, puis est réélu en 1995. Il décide de quitter la scène politique de cette ville en 1999.
Il se présente durant les élections législatives japonaises de 2000, mais, bien qu'officiellement reconnu par le PLD, est battu de 3 050 voix dans la 7e circonscription d'Aichi par un nouveau venu, Kenji Kobayashi, du Parti démocrate. Il est élu lors des élections législatives de 2003.
Les élections législatives de 2005 lui permettent de se présenter pour la première fois sous la bannière du LDP, toujours pour la 7e circonscription d'Aichi. Il bat Kenji Kobayashi, et est réélu. Il s'oppose à la privatisation de la Poste du Japon pendant la campagne. Kobayashi est arrêté après la campagne sur soupçon de possession de drogue. En 2008, il est nommé ministre adjoint de l'Intérieur. Il obtient aussi le maroquin de l'information et des télécommunications.
Il est battu lors des élections législatives de 2009 dans sa circonscription, par la novice politique Shiori Yamao, du Parti démocrate.
Suzuki fait cependant son retour en remportant le siège lors des élections de 2012, dans la circonscription qu'il avait perdue auparavant. Il sort vainqueur d'une triangulaire avec le Parti démocrate et le Parti du futur du Japon,,.
Au scrutin de 2014, il est devancé par son ancien rivale, Yamao, de 5 000 voix. Il réussit cependant à être élu du fait du système proportionnel. Cela lui permet de devenir ministre en 2015, dans le gouvernement Abe III. Il est ministre adjoint de l'économie, du commerce et de l'industrie. Il devient en 2016, président de la Commission des affaires juridiques de la Chambre.
Début 2017, il préside une commission qui prépare une loi qui vise à permettre à la justice de poursuivre des individus préparant des actes terroristes. Son projet est très critiqué par le Parti démocrate et l'opposition, qui le considère liberticide. Il fait adopter le 19 mai 2017 un projet de loi élaboré par sa commission, portant sur la répression du crime organisé. Elle entre en vigueur en juillet de la même année.
Il devient secrétaire général adjoint du PLD en 2017, après avoir pris sa retraite de la présidence de la commission des affaires juridiques.
Il se représente en 2017 pour l'élections législatives, dans sa circonscription d'Aichi. Il ne se frotte pas à Yamao, qui a quitté le Parti démocrate après la révélation par un journal people d'une affaire extraconjugale.
En 2018, il devient ministre adjoint des affaires générales, dans le quatrième gouvernement de Shinzô Abe. 
Le 13 septembre 2023, il est nommé ministre des Affaires intérieures et des Communications. Le 13 décembre, il démissionne de son poste à la suite d'un scandale impliquant des pots-de-vin présumés au sein du Parti libéral-démocrate.

## Prises de position
- Il est en faveur d'une révision de la Constitution japonaise, y compris de son article 9[16],[17].
- Il refuse que le Japon s'arme nucléairement[16].
- Il considère l'énergie nucléaire comme nécessaire pour le Japon[17].
- Il considère que la visite controversée du Premier ministre japonais au sanctuaire Yasukuni n'est pas un problème[17] .
- Il est d'accord avec la révision du discours de Murayama par la déclaration de Kono[17].
- Il est opposé une législation sur les discours haineux[17].
- Il soutient la levée de l'interdiction des casinos[17].
- Il est plutôt opposé à l'utilisation du nom de la mère par les enfants[18].
- Il est en faveur d'une réduction des traitements des fonctionnaires dans la fonction publique territoriale[19].